# سلوة (مأرب)

تعديل مصدري - تعديل

سلوة هي إحدى قرى عزلة ال راشد منيف بمديرية مأرب التابعة لمحافظة مأرب، بلغ تعداد سكانها 335 نسمة حسب تعداد اليمن لعام 2004.